# Nê-đéc-lan Habsburg
Nê-đéc-lan Habsburg (tiếng Hà Lan: Habsburgse Nederlanden; tiếng Pháp: Pays-Bas des Habsbourg; tiếng Tây Ban Nha: Países Bajos de los Habsburgo) là các thái ấp thời kỳ Phục hưng ở các Quốc gia Vùng đất thấp do Nhà Habsburg của Đế chế La Mã Thần thánh nắm giữ. Quy tắc bắt đầu vào năm 1482, khi người cai trị Valois-Burgundy cuối cùng của Nê-đéc-lan là Marie I xứ Bourgogne, vợ của Hoàng đế Maximilian I, qua đời. Cháu trai của họ, Hoàng đế Karl V, sinh ra ở Nê-đéc-lan Habsburg và biến Brussels thành một trong những thủ đô của mình.
Được gọi là Mười bảy tỉnh vào năm 1549, chúng được nắm giữ bởi nhánh Tây Ban Nha của Habsburgs từ năm 1556, được gọi là Nê-đéc-lan thuộc Tây Ban Nha kể từ thời điểm đó. Năm 1581, giữa cuộc nổi dậy của Hà Lan, Bảy tỉnh thống nhất tách khỏi phần còn lại của lãnh thổ này để thành lập Cộng hòa Hà Lan. Phần Nam Nê-đéc-lan thuộc Tây Ban Nha còn lại trở thành Nê-đéc-lan thuộc Áo vào năm 1714, sau khi Áo mua lại theo Hiệp ước Rastatt. Sự cai trị trên thực tế của Habsburg kết thúc với sự sáp nhập của Đệ nhất Cộng hòa Pháp vào năm 1795. Tuy nhiên, Áo đã không từ bỏ yêu sách của mình đối với tỉnh này cho đến năm 1797 trong Hiệp ước Campo Formio.

## Địa lý
Nê-đéc-lan Habsburg là một thực thể địa-chính trị bao trùm toàn bộ các Quốc gia vùng trũng (tức là Hà Lan, Bỉ, Luxembourg ngày nay và hầu hết các tỉnh Nord và Pas-de-Calais hiện đại của Pháp) từ năm 1482 đến năm 1581. Các quốc gia thấp phía Bắc bắt đầu phát triển từ năm 1200 sau Công nguyên, với việc thoát nước và kiểm soát lũ lụt của đất đai, sau đó có thể được canh tác nông nghiệp. Dân số tăng và khu vực Nê-đéc-lan trở nên quan trọng. Trước đó, sự phát triển của các thành phố lớn là ở phía Nam, như Ghent, Bruges, Antwerp, Brussels và Leuven, tất cả đều lớn hơn bất kỳ khu định cư nào ở phía Bắc. Các con sông ở Các quốc gia vùng đất thấp chạy theo hướng Đông-Tây và là một rào cản chính trị và chiến lược nhằm ngăn ảnh hưởng của miền Nam lên miền Bắc, tạo thành hai khu vực chính trị riêng biệt.

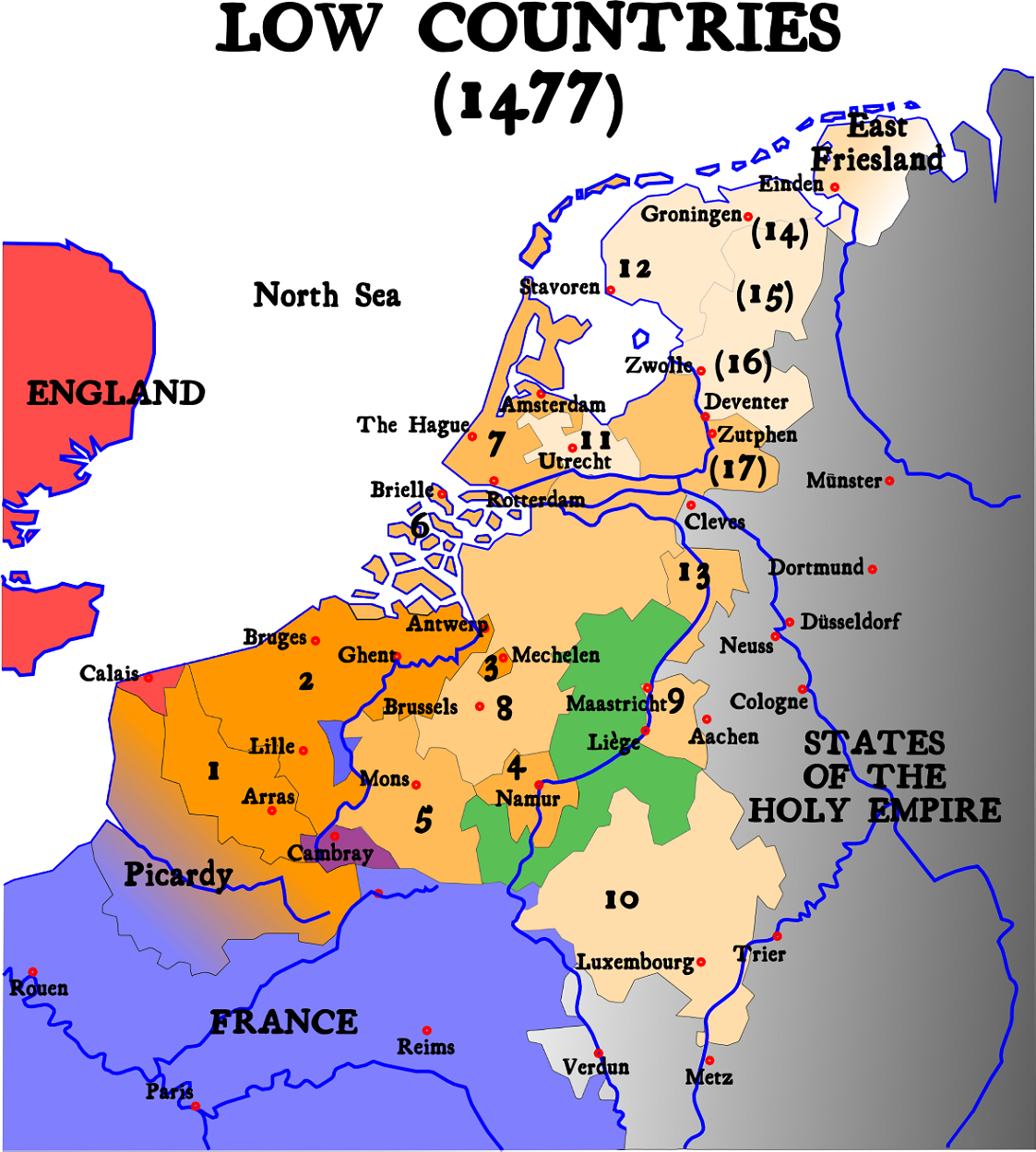
Nê-đéc-lan Burgundi (màu cam) sau cái chết của Charles Dũng cảm

Vùng đất này đã trở thành một phần của Đế quốc La Mã Thần thánh dưới thời cai trị của Công tước Philippe Tốt bụng (1419–1467), các tỉnh của Nê-đéc-lan bắt đầu phát triển cùng nhau, trong khi trước đó chúng bị chia cắt với tư cách là chư hầu của Vương quốc Pháp hoặc của Burgundy dưới ngọn cờ của Đế chế La Mã thần thánh. Các thái ấp được thu thập là Bá quốc Flanders, Bá quốc Artois và Lãnh địa Mechelen, Bá quốc Namur, Bá quốc Holland, Bá quốc Zeeland và Bá quốc Hainaut, Công quốc Brabant, Công quốc Limburg và Công quốc Luxembourg được cai trị trong liên minh cá nhân bởi các quốc vương Valois-Burgundy và đại diện trong Quốc hội Nê-đéc-lan. Trung tâm của tài sản Burgundian là Công quốc Brabant, nơi các công tước Burgundian tổ chức triều đình tại Brussels.
Con trai của Philip là Công tước Charles Dũng cảm (1467–1477) cũng có được thêm Công quốc Guelders và Bá quốc Zutphen và thậm chí còn hy vọng có được tước hiệu hoàng gia từ tay của Hoàng đế Frederick III của Thánh chế La Mã bằng cách hôn phối giữa 2 gia đình. Vô cùng thất vọng, ông ấy tham gia vào Cuộc chiến tranh Burgundian thảm khốc và bị giết trong Trận Nancy.